# Lolme
Lolme is een gemeente in het Franse departement Dordogne (regio Nouvelle-Aquitaine) en telt 149 inwoners (2005). De plaats maakt deel uit van het arrondissement Bergerac.

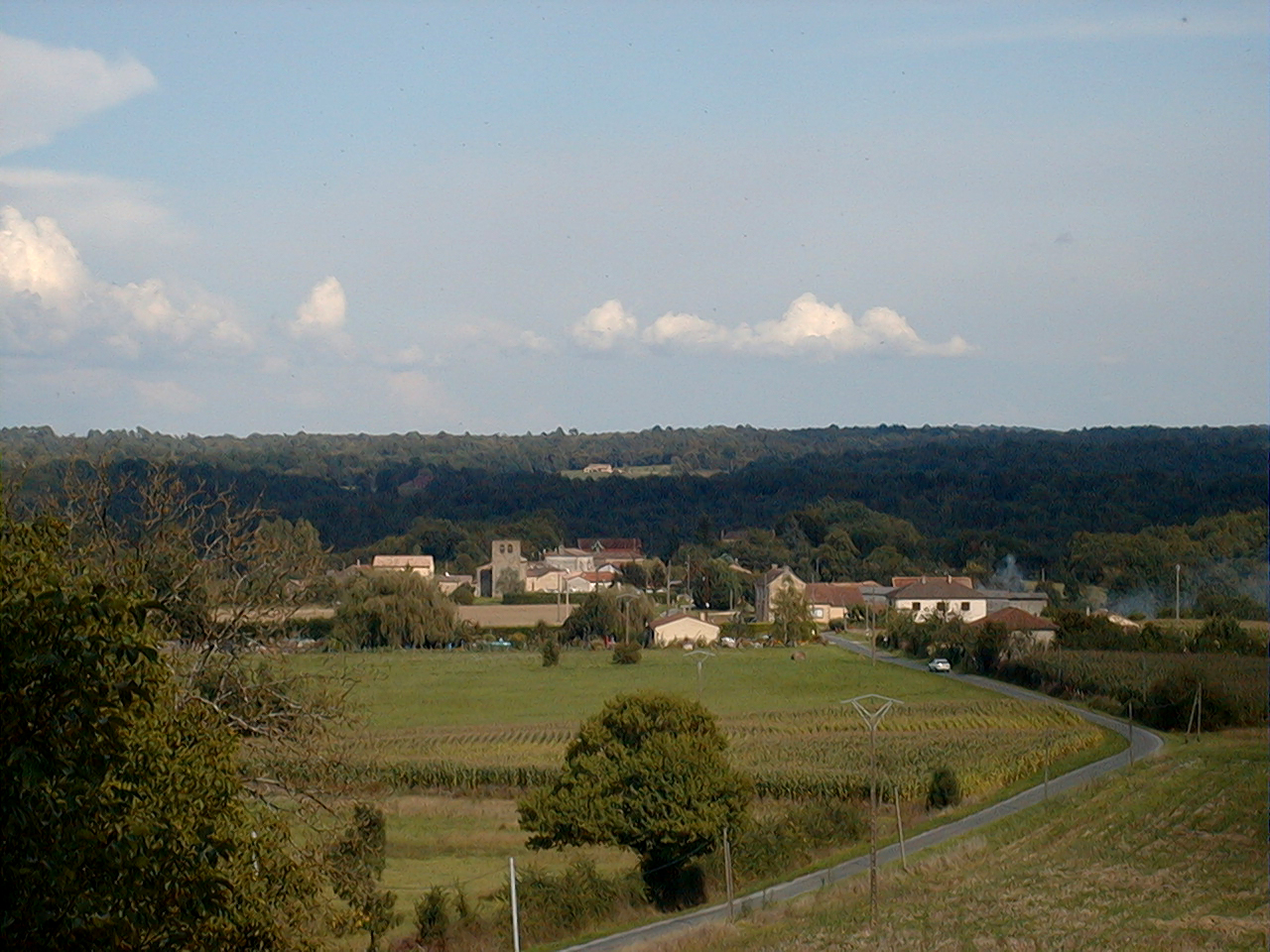
Lolme
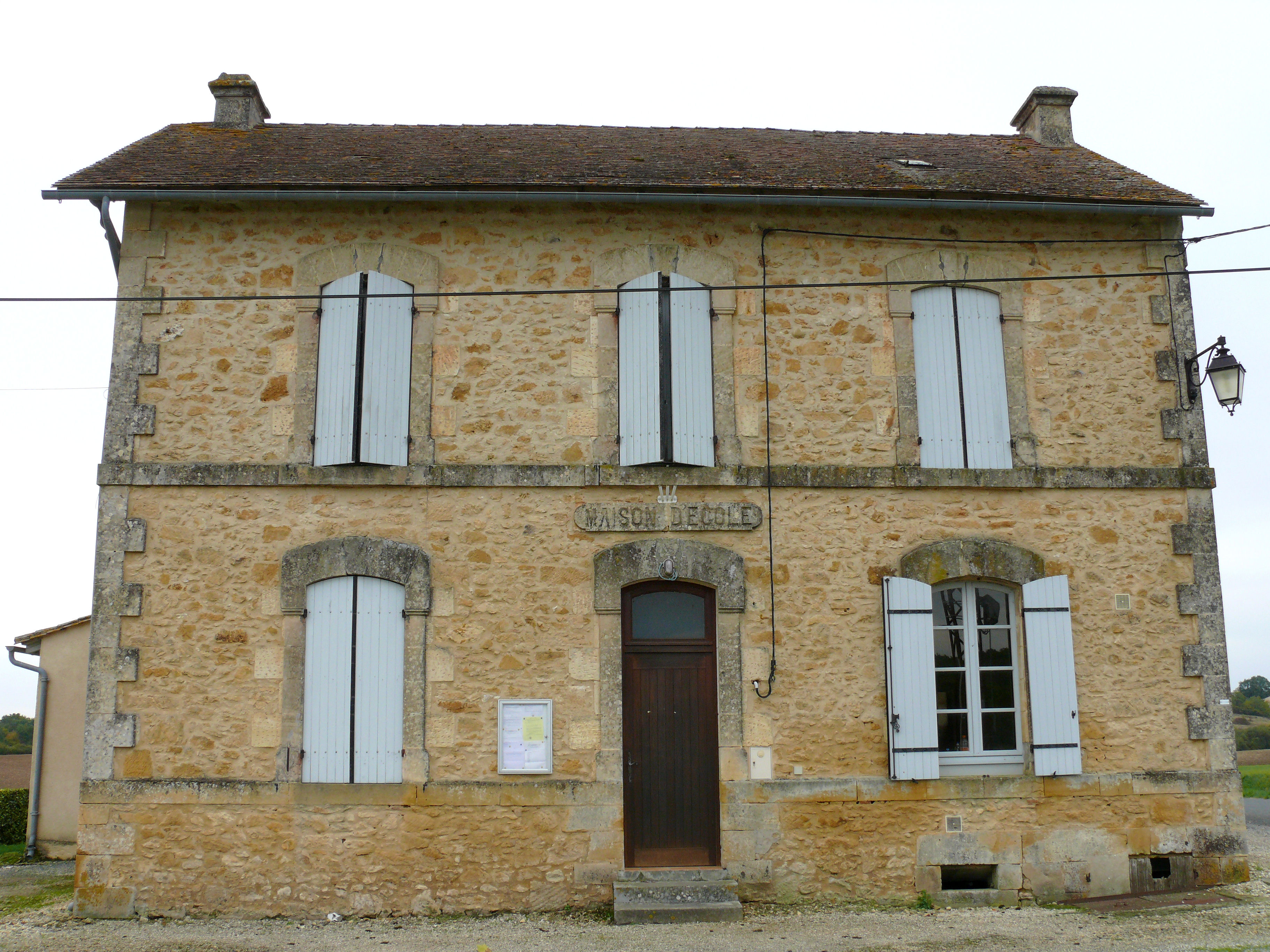
Gemeentehuis

## Geografie
De oppervlakte van Lolme bedraagt 7,0 km², de bevolkingsdichtheid is 21,3 inwoners per km².
De onderstaande kaart toont de ligging van Lolme met de belangrijkste infrastructuur en aangrenzende gemeenten.

## Demografie
Onderstaande figuur toont het verloop van het inwonertal (bron: INSEE-tellingen).